# Elastyczny czas pracy
Elastyczny czas pracy – możliwość organizacji czasu pracy pracownika w sposób odbiegający od standardowych norm określonych przepisami prawa. Zgodnie z przepisami Kodeksu pracy istnieje możliwość zatrudnienia przez pracodawcę pracownika powyżej 8 godzin na dobę i powyżej 40 godzin w pięciodniowym tygodniu pracy. Niemniej czas pracy pracownika powinien być rozliczony z uwzględnieniem 8 godzin pracy na dobę i 40 godzin w pięciodniowym tygodniu pracy w okresie nieprzekraczającym 4 miesięcy. Jeżeli jest to uzasadnione przyczynami obiektywnymi, technicznymi lub dotyczącymi organizacji pracy, okres rozliczeniowy czasu pracy może być przedłużony, nie więcej jednak niż do 12 miesięcy, przy zachowaniu ogólnych zasad dotyczących ochrony bezpieczeństwa i zdrowia pracowników. 
Dzięki takiemu rozwiązaniu pracodawca ma możliwość lepszej organizacji pracy i rozliczania czasu pracy. Pracodawcy mogą elastycznie reagować na zmieniającą się koniunkturę gospodarczą, co sprzyja utrzymywaniu dotychczasowych miejsc pracy. Eliminuje się tym samym konieczność zwolnień grupowych i związanych z tym wypłaty odpraw. Elastyczny czas pracy przyczynia się racjonalizacji kosztów pracy. Elastyczny czas pracy może być również korzystny dla pracownika, który może łatwiej pogodzić obowiązki zawodowe i rodzinne lub zaplanować czas pracy zgodnie ze swoimi preferencjami. 
Do głównych wad tego systemu należą: zmniejszona kontrola nad pracownikami oraz konieczność pogodzenia zróżnicowanych harmonogramów pracy (zwłaszcza w przypadku pracy zespołowej), a po stronie pracowników — konieczność samodyscypliny oraz umiejętne dzielenie czasu między obowiązki zawodowe a sprawy domowe. Generalnie, wdrożenie elastycznego czasu pracy wymaga dużego zaufania w relacjach między pracownikiem a pracodawcą.